# Carel Wiggers van Kerchem
Carel Frederik Wilhelm Wiggers van Kerchem (Hoorn, 10 december 1826 – Parijs, 26 mei 1888) was een Nederlands zakenman en bankier.

## Leven en werk
Wiggers van Kerchem is in 1826 in Hoorn geboren als de zoon van Gerard Josephus Wiggers van Kerchem en Fenneke Hagens. Na de dood van zijn moeder in 1832 hertrouwde zijn vader met Maria Elisabeth Tiedeman. De families Wiggers van Kerchem en Tiedeman zijn nadien door familiebanden en zakelijke betrekkingen met elkaar verbonden gebleven. 
Samen met zijn aangetrouwde tweede neef Frederik Hendrik Tiedeman richtte hij in 1854 in Batavia het handels- en administratiekantoor Tiedeman & van Kerchem op. Na de dood van Tiedeman in 1863 zou zijn weduwe hertrouwen met de oudere broer van Wiggers van Kerchem, generaal-majoor Gerard Barend Theodoor Wiggers van Kerchem van het KNIL. 
In 1859 was Wiggers van Kerchem de oprichter/directeur van de NILLMIJ en van de Nederlandsch-Indische Escompto Maatschappij. Hij stond daarnaast aan de wieg van verscheidene verzekeringsmaatschappijen die later opgingen in De Nederlanden van 1845, zoals de Nederlandsch-Indische Zee- en Brand-Assurantie Maatschappij. In 1863 volgde zijn benoeming tot president van de Javasche Bank. Deze positie bekleedde hij tot 1868.